# Olazagutía
Olazagutía in castigliano e Olazti in basco, è un comune spagnolo di 1.649 abitanti situato nella comunità autonoma della Navarra.

## Etimologia
Il nome deriva da Ola Euskera, il cui significato in italiano è: cabina, Zarra, vecchio o grande, Goitia, virgola. È la contrazione Olazti olazarragoitia-Olazagutia-Olazti, il cui significato in italiano è: "grande capanna (o vecchio), su una collina". Secondo Euskaltzaindia (Accademia della lingua basca) deve essere scritto Olatzagutia, perché nella lingua basca la "z" è sempre preceduta da un'epentica, "t".

## Descrizione
Fin dalla preistoria, il corridoio naturale del Sakana fu un punto di passaggio per animali ed esseri umani. Olazti-Olazagutia si trova, fin dalla preistoria, nei pressi delle zone pastorali dell'Aralar e dell'Urbasa - Andia. Il corridoio comunica con la zona di Pamplona (Iruña) e con la pianura di Álava (Lautada), nella quale è presente una vecchia strada romana e un ramo del Camino de Santiago.

## Storia

### Il Paleolitico
Nelle grotte di Koskobilo, vennero ritrovati resti umani risalenti al Paleolitico, ora nel Museo di Navarra (Pamplona). Le analisi successive, condotte dal ricercatore José Miguel de Brandianran, hanno dimostrato che risalgono a 7.000 anni fa, e appartengono ad una razza basca autoctona. Una recente teoria afferma che la razza basca si diffuse in tutta Europa e in Nord Africa, rimpiazzando l'uomo di Cro-Magnon, scontrandosi successivamente con le migrazioni di altri popoli proveniente dal Caucaso. Circa 10.000 anni fa, in coincidenza con la fine dell'era glaciale, e con l'aumento della temperatura a livello globale, vennero, in tutta Europa abbandonate diverse grotte oggi conosciute, abbandono che condusse tra l'altro anche alla costruzione dell'insediamento di Olazarra sulla collina di Goitia, chiamato Mendiarbi, dove ora sorge una chiesa e un cimitero. Si ipotizza l'esistenza di una sorta di comune, dove vigeva la poliandria matriarcale, dove le donne detenevano potere e autorità, mentre gli uomini fungevano di fatto da forza lavoro e indistintamente utilizzati per la procreazione. Gli uomini andavano a caccia insieme e per mesi, agivano con azioni coordinate per cacciare i grandi mammiferi dell'epoca, rinoceronti, bisonti, uri, cervi, sulle montagne dell'Urbasa, dell'Aralar, dell'Entzia, nei pressi di Olazagutia-Olazti e nella valle del Borunda-Sakana.

### Il Neolitico
Circa 5.000 anni fa il sito di Olaztiarres venne abbandonato, e, con il tempo le comunità che lo occupavano si diedero all'agricoltura, coltivando la terra suddivisa in terrazze, chiamate in basco "lurzatiak", letteralmente i "pezzi". Nei pressi del fiume Burunda, vicino alle località di Etxarte, Aldoiar, e Orna sono stati rinvenuti semi di grano, orzo e ai margini dell'Urbasa anche semi di segale. Inoltre sono state ritrovati i cosiddetti "talli", preparazione di un pane arcaico, assieme a una pietanza chiama "gruel" a base di piselli e fagioli. Quando i raccolti erano scarsi si utilizzavano le ghiande di quercia. Per macinare i cereali facevano uso di apposite pietre chiamate "planes". D'altronde, patate, mais, fagioli e pomodori non giunsero dall'America, in Europa solo dopo il XVI secolo. La bevanda più comune era la "gargardoa", una forma di birra arcaica, un orzo fermentato in vasche, per l'epoca considerato una forma di alimento di riserva. Di rilievo anche il "sargadoi", un sidro ricavato dalle mele. Si è trovato anche tracce di vino, ma poi risultato frutto di scambi con i Fenici, pertanto non una forma di coltivazione autoctona. I frutti più comuni erano le mele, in euskara "sagarrak", le pere, "udereak" e le susine, "okaranak" e infine le nocciole, "hurrak". La principale attività era l'industria manifatturiera di Urbasa della selce per la produzione di punte di freccia, alcune delle quali sono state ritrovate nella caverne di Isturitz, nella zona di Iparralde.

### Era Antica
I Romani giunsero a Olatzgutia nel 219 a.C. risalendo il fiume Ebro fino al paese dei Baschi. Fondarono un villaggio sul lato nord della collina di Mendiarbi, chiamato Angostina, in latino, "gola", o "passaggio stretto", e metà tra le località del "Saltum Vasconum", Veleia e Pamplona, e del bacino del filume Zadorra Arakil. Da Olatzi una strada conduce a sud verso il passo di Urbasa e un altro a nord attraverso il passo di Etxegarate e al mare di Biscaglia. I resti di Angostina vennero distrutti, per far posto all'autostrada del nord. Nel Museo della Navarra si possono ancora osservare antiche monete romane con l'iscrizione di Angostina.

### Medioevo
Grazie alla presenza dei Romani, Olagutzia e Buruna vissero in pace per 400 anni. Ma al crollo dell'impero, avvenuta nel V secolo, giunsero da nord gli invasori, Franchi e Visigoti, così per 200 anni Burunda si trasformò in un campo di battaglia per tutto il VI, il VII e l'VIII secolo. Leovigildo Gasteiz Vittoria conquistò la zona nel 581, mentre D.Rodrigo assediò Pamplona Iruña nel 711. I Franchi furono sconfitti due volte a Roncisvalle nel 788 e nell'824, ma tornarono ad attaccare Iruña.
Nel 711 i musulmani giunsero in Spagna venendo accolti come liberatori del popolo, esattamente come lo erano stati a suo tempo i Romani. Giunsero da Tarifa e, in quattro anni, si spinsero fino ai Pirenei, sfruttando la scarsa resistenza dei locali, un approccio che costò ai cristiani la perdita della Spagna per altri 800 anni.
Il primo re di Navarra, così era allora chiamata l'attuale Navarra, Eneko Aritza, venne incoronato nell'824, figlio di un mussulmano, i suoi fratelli governarono il Taifa de la Ribera. Santxo Abarca sposò una delle figlie, Almanzor. Ma dal 1089 i re di Navarra, per legittimare il loro dominio, dovevano ottenere l'approvazione del Papa di Roma, che allora era Gregorio VII, altrimenti ogni feudatario avrebbe potuto ribellarsi e conquistare la corona. A causa della religione, i re di Navarra furono così in grado di rompere definitivamente i loro rapporti con i musulmani. Infatti a quel tempo la Corte di Navarra era dominata dai vescovi e dagli abati dei grandi monasteri come quello di Agostino, il più grande proprietario terreno della Navarra, che impose nella regione la politica della crociata papale contro l'Islam.
Nell'allora Andalusia, Al-Andalus, sorgeva la più avanzata civiltà del mondo democratico del tempo, ma alla fine i musulmani la persero insieme alla Navarra, ma non la dimenticarono, mentre i Baschi dimenticarono l'unico Stato indipendente che abbiano mai avuto: lo Stato di Navarra dell'Osoa Navarra.
Quando nel 1200 gli spagnoli invasero la Navarra Occidentale, Santxo Azkarra si recò in Marocco per chiedere aiuto militare al sultano Miramolin, ma senza successo. Così la battaglia di Las Navas de Tolosa, del 1212, pose fine all'alleanza fra baschi e musulmani. Burunda apparteneva alla provincia di Gipzkoa, così come il dialetto di Buruna Giputxi era più vicino al dialetto Nabarro. Nell'anno 1200 Burunda venne annessa alla Navarra, per compensare l'occupazione la foce del fiume Oria al Bisadoa da parte degli spagnoli coalizzati con Gipuzkoa. Le tasse, le "gallurdeak", di Burunda vennero così pagate direttamente al Re di Navarra-Castiglia, l'allora Alfonso VII, il nobile.
Approfittando del pellegrinaggio dei Franchi, lungo l'ormai popolare Cammino di Santiago, i Re Nabarros fondarono ville reali, promulgarono leggi che esentavano dalla servitù e dalla giurisdizione dei vassalli, i "jauntxos", impostando l'installazione di servitù feudali sfuggite ai vassalli e ai generali, le "buruzagis", creando quartieri propri, cercando rifugio in queste enormi ville.
Nacquero così le città come San Sebastián, Santiago, Estella, Gares, Logroño, Laguardia, Nájera, Santo Domingo de la Calzada e Belorado, tutte onorate con i privilegi concessi dal re della Navarra, e che fino al 1200 apparteneva al regno, fino alle montagne della Sierra de Atapuerca - Oka, comprendendo tutto il nord e la parte orientale della Cantabria, tutta la Rioja, oltre alla zona delle Cinque Città di Saragozza, Huesca e Jacetania, terra in cui si parla basco fin dall'antichità al 1200, come evidenziato da toponimi.
Secondo lo storico Sánchez Albornos, i conflitti tra il Regno di Navarra e gli abitanti della Borunda erano costanti. Santxo Zazpigarrena Azkarra, per una sua miglior difesa, concesse la giurisdizione del Borunda, secondo un accordo, la "Carta Laguardia Biastieri", la cui documentazione venne conservata nella chiesa di Santa Maria di Altsasu finché fu incendiata e distrutta in un'incursione del 1348. Gli abitanti di Borunda chiesero a re Filippo d'Evreux Navarra di inviare loro una copia della "Carta", concessa da Santxo VII Azkarra nel 1208, al fine di riprodurre il sistema difensivo contro la Castiglia Biastieri Nabarro del Borunda. Ma la "Carta" non giunse mai a Borunda, si fermò ad Etxarri Aranaz, dove, nel 1312, la popolazione della valle di Arakil concentrò la propria difesa, lasciando i villaggi attorno alla stessa Borunda del tutto deserti: Urkizu, Maiza, Mundiñano, Ondaz, Egiagarreta, Nenau, Odiaga, Erdozia, Mugarretxe, Artola, Lazkoz, Sarria, spider, Arospedi.
Così la valle Arakil, grazie alla sua strenua difesa, ricevette gli stessi privilegi di Burunda, privilegi confermati dal nipote di Santxo Azkarra VII, Thibaut de Champagne. Anche se Burunda non riuscì, per una miglior difesa, a concentrare la sua popolazione, Olazaguzia possedeva da tempi immemorabili il suo castello-fortezza. Dopo l'invasione della Castiglia, infatti, tra il 1512 ed il 1521, tutti i castelli e le fortezze della Navarra vennero distrutti dagli invasori. Solo il castello-fortezza di Olatzi non venne distrutto, ma convertito in chiesa con l'aggiunta di un campanile, originariamente centro e cuore dell'edificio.

### Rinascimento
Nel 1512 le truppe spagnole di Stanza ad Agurain - Salvatierra si avvicinarono a Ziordia, al confine della Navarra. Fu una guerra cruenta e lunga, una resistenza che durò otto anni con la sconfitta di Noian, del 1520, dove 5.000 patrioti navarrini diedero la vita contro gli invasori spagnoli. Fu stipulata una pace, gli spagnoli chiamarono i locali con l'epiteto "francesi navarrini". Con questa sconfitta si perse così la possibilità per i paesi baschi di essere una vera e propria nazione europea, con il basco come lingua ufficiale.
Così, dopo la sconfitta con la Spagna nella battaglia di Garazi del 1530, il Merindad dell'Ultrapuertos e la Beher Navarra rimasero le ultime roccaforti del Regno. I Re di Navarra vennero anche considerati conti di Bearn, e la sede della Corte venne trasferita nel castello di Pau, capitale dell'Aquitania. Enrico II, originario di Sangosa, una volta al comando apre alla città agli artisti provenienti da tutta Europa. Enrinco III di Bearn, nel 1589 eredita il trono di Francia, divenendo Enrico IV di Francia con il titolo allegato di re di Navarra. Nel 1594 Shakespeare scrive una commedia dal titolo, "Pene d'amor perdute", commedia ambientata in Navarra. L'ammirazione di Shakespeare per il popolo basco era tale che il grido di uno dei suoi personaggi era: "Un giorno la Navarra sarà la meraviglia del mondo". Al contrario, il suo contemporaneo Cervantes prende in giro i Baschi nel capitolo IX del Don Chisciotte. Nel 1629 Luigi XIII annulla per decreto del tribunale la carta "Pace della Navarra". Così, fino alla Rivoluzione Francese, del 1789, la "Carta", venne sostituita da una serie di atti, definiti come "Stati Generali della Navarra", siglati dal Parlamento di Pau.
Nel corso della Rivoluzione Francese migliaia di baschi vennero arrestati e deportati nei dipartimenti francesi con l'accusa di essere "controrivoluzionari nazionalisti", dei quali, circa 2.000 vennero giustiziati. La Rivoluzione francese ha segnato la fine del feudalesimo e ha posto le condizioni per l'istituzione di un regime democratico fondato sulla volontà dei cittadini.

## Religione

### L'animismo
Gli antenati presenti nel comune di Olazagutia praticavano la religione animista. Questa religione crede che ogni essere vivente e non vivente possieda un'anima in grado di influenzare i destini delle persone. Si pensava che alcuni di loro possedessero speciali poteri, così gli alberi, per esempio, diedero vita alla dendrolatria. Secondo gli sciamani di questa fede, piante come la quercia e il rovere possedevano forza e intelligenza proprie. Le loro radici erano considerate la fonte di vita della città, così come i suoi rami la proteggeva. Quando tali piante venivano colpite da un fulmine, l'evento veniva interpretato come un presagio giunto dal cielo, così i malati correvano verso la quercia per sfregarsi, convinti di poter guarire.
L'energia di Ama Lur, la Madre Terra, era trasmessa alle persone dalle viscere, attraverso le "Arkaitz", le rocce, e le "Harri", le pietre. Grazie a queste credenza vennero costruiti i Dolmen, in basco i "Trikuharri", e i Menhir, gli "jentilharri" e gli " "Oroitarri". Le tombe venivano costruite con tumuli di pietre, gli "Harrespilak", che, più tardi i romani sostituirono con gli altari, gli Ara, poi coperti con i Fanum o Templi. Il "Sukarri", la selce, era considerata allora alla stregua di una pietra sacra, colei in grado di creare il fuoco, i cui abitanti del tempo credevano cadere sulla terra nel corso dei temporali. All'interno della casa veniva posizionato la "Kardabera", la pianta del cardo, a protezione dei fulmini, pratica ancora presente ai nostri giorni. La pietra della pioggia, la "Euriharri", un silicato di alluminio chiamato chiastolite, incarnava lo spirito degli antenati e si credeva attirasse la pioggia. Sei apre una di queste pietre si può osservare trasversalmente una "lauburu", una croce curvilinea a quattro teste, simbolo dei paesi baschi del sud. "Aitor", era considerato il padre del cielo, Aita - Ortzi, che, fecondando la Madre Terra, Am Lur, attraverso la pioggia ha creato la vita sulla terra.

### Introduzione del cristianesimo
Con l'introduzione del cristianesimo la popolazione prese le distanze dai sacerdoti baschi, i sorginak, nonostante fossero portatori di grandi conoscenze, quali pozioni per guarigioni, piante allucinogene, come l'"Ergot", un fungo parassita della segale.
Prima dell'arrivo del cristianesimo, il Jozaban Sorgina, il sacerdote basco, godeva di grande prestigio sociale. La convinzione che le preghiere recitate servissero come rimedio per curare le malattie furono utili per eliminare la concorrenza della religione animista, ma prima con l'intento di diffamarla: infatti i Sorgina furono accusati di organizzare congreghe, di contattare il diavolo utilizzando il basco, di avvelenare le acque, infine venne richiesto l'intervento del Tribunale dell'Inquisizione in tutto il Borunda e nell'Euskal Herria, che ordinò arresti di massa nel corso del XVI e XVII secolo. Circa 40 persone vennero bruciate vive, 200 arrestati ad Iparralde per decisione di Pierre de Lancre, membro del Consiglio di Stato francese. I Sorginak vennero processati presso la sede dell'Inquisizione, a Logroño, dove, senza comprendere la lingua degli imputati, gli accusatori condannarono persino una ragazza di 8 anni, Caterina Gesalì, accusata di essere una strega. Vennero così trasportati al rogo sul dorso di un asino, con scapolari e cappe, in una sorta di macabro spettacolo ad uso e consumo delle autorità politiche e religiose. L'inquisitore era il domenicano Tomás de Torquemada e tra i giudici vi era il frate Juan de Zumárraga, poi nominato vescovo di Città del Messico.

## Democrazia Popolare Diretta
La città era governata fin dall'inizio della sua creazione dall'"Usadiok", un compendio di leggi tramandate oralmente di generazione in generazione. La discussione e l'approvazione delle leggi era promulgata dalle "Batzarrak", le Assemblee popolari. Questa forma di democrazia popolare diretta era diffusa per tutta la valle del Borunda, nelle città di Ziordia, Olazagutia, Alsasua, Urdiain, Iturmendi e Bakaiku, con assemblee che si svolgevano regolarmente. Nello stabilire la monarchia nel corso del IX secolo, in Navarra, i signori feudali, i cosiddetti "aidenagusiak" e "jauntxoak", in italiano approssimativamente traducibili con "vassalli" e "generali", usurparono il diritto dei baschi a decidere mediante le Usadiok sostituendole con quelle scritte e imposte dal nemico, le "Fueros". Erano leggi scritte sempre in latino o in lingua romanza, ma mai in Euskara, stabilendo così per la prima volta la differenza tra il linguaggio del popolo e la lingua del nemico di classe e oppressore.
Le "Carte - Foruak", dal latino "forum", giustizia, vennero considerate un privilegio reale, concesso per grazia divina, e donato alle città basche in cambio della loro presentazione, nelle quali era scritto che tutti le dovevano rispettare, anche il re, ma in realtà ciò avveniva solo in via teorica, in quanto il potere degli invasori spagnoli, e di conseguenza quello del re stavano crescendo, e, contemporaneamente, tutti i diritti del popolo, scomparendo.
La tardiva cristianizzazione del popolo basco, del X secolo, concedeva, sì, il permesso al mantenimento della democrazia popolare diretta, all'uso comune della proprietà e del matriarcato, ma a causa dell'unione del potere feudale e del cristianesimo, la democrazia diretta cessa di essere libera, anche a causa dell'introduzione della cosiddetta, "servitù della gleba". Venne istituito il matrimonio monogamico, per cui la matriarca venne considerata solo una semplice "emakumea", una "donna", generatrice di figli, ma priva dell'antico potere regale e giuridico.
I "Batzarrak", le "Assemblee popolari", vennero sostituite da veri e propri tribunali e parlamenti, con rappresentanti del clero e dell'aristocrazia, ma senza la presenza del popolo. L'antica democrazia diretta del popolo basco venne usurpata dal potere di re, di vassalli, di capi e di generali, e dai loro seguaci. Oggi i partiti politici esprimono, grazie a tale usurpazione, una parodia della democrazia popolare diretta, la "batzarrak".